# كأس سنغافورة
كأس سنغافورة (بالإنجليزية: Singapore Cup)‏ ، هي بطولة رسمية لكرة القدم في سنغافورة ، أسست سنة 1998م وتشارك فيه 16 فريقاً مسجلاً لدى اتحاد الكرة السنغافوري.

## مصدر
1. ↑  S.League.com - Overview نسخة محفوظة 09 أغسطس 2017 على موقع واي باك مشين.